# 新山地标大厦
新山地标大厦马来语意为地标大厦，位于柔佛州新山市的摩天大楼，是一栋办公大厦，其中包含医疗和酒店服务，建成时曾为新山市最高的摩天大楼，其高度为161公尺，是柔佛州甚至是南马20世纪最高摩天楼，地标大厦于2017年被altus大厦以220公尺的高度超越。